# فوتبال در رومانی
فوتبال پرطرفدارترین ورزش در رومانی است. فدراسیون فوتبال رومانی (به رومانیایی: Federaţia Română de Fotbal یا FRF) که عضوی از یوفاست، هیئت اداره‌کننده ملی این ورزش است.